# Lista de vereadores de Goiânia
Esta é a lista de vereadores de Goiânia, município brasileiro do estado de Goiás.
O poder legislativo é constituído pela câmara municipal, que está atualmente composta por 35 vereadores eleitos para mandatos de quatro anos. O prédio da Câmara chama-se Palácio Getulino Artiaga Lima.

## 19ª Legislatura (2021–2024)
Estes são os vereadores eleitos nas eleições de 15 de novembro de 2020, pelo período de 1° de janeiro de 2021 a 31 de dezembro de 2024:
| Mesa Diretora (2021-2022)            |                       |                        |                              |
| Nome                                 | Início do mandato     | Fim do mandato         | Cargo                        |
| Romário Barbosa Policarpo (Patriota) | 1º de janeiro de 2021 | 31 de dezembro de 2022 | Presidente da Câmara         |
| Clécio Antônio Alves (MDB)           | 1º de janeiro de 2021 | 31 de dezembro de 2022 | 1º Vice-presidente da Câmara |
| Isaías Ribeiro Santana (Rep.)        | 1º de janeiro de 2021 | 31 de dezembro de 2022 | 2º Vice-presidente da Câmara |
| João Sandes Júnior (PP)              | 1º de janeiro de 2021 | 31 de dezembro de 2022 | 3º Vice-presidente da Câmara |
| Anselmo Pereira da S. Sobrinho (MDB) | 1º de janeiro de 2021 | 31 de dezembro de 2022 | 1º Secretário                |
| Juarez de Souza Lopes (PDT)          | 1º de janeiro de 2021 | 31 de dezembro de 2022 | 2º Secretário                |
| Aava Santiago Aguiar (PSDB)          | 1º de janeiro de 2021 | 31 de dezembro de 2022 | 3ª Secretária                |
| Anderson Sales de Faria (DEM)        | 1º de janeiro de 2021 | 31 de dezembro de 2022 | 4º Secretário                |

|    | Nome                                                                   | Partido                                         | Votos | %     | Observações |
| -- | ---------------------------------------------------------------------- | ----------------------------------------------- | ----- | ----- | ----------- |
| 1  | Isaias Ribeiro Santana (Rio de Janeiro, 28.12.1973–)                   | Republicanos                                    | 9.323 | 1,55  | 1º mandato  |
| 2  | Novandir Rodrigues da Silva, Sargento Novandir (Ceres, 01.06.1971–)    | Republicanos                                    | 7.247 | 1,21  | 2º mandato  |
| 3  | Lucíula Cascão Corrêa, do Recanto (Goiânia, 07.06.1974–)               | Partido Social Democrático (PSD)                | 5.982 | 0,99  | 1º mandato  |
| 4  | Sabrina Garcez Henrique Silva (Goiânia, 03.01.1989–)                   | Partido Social Democrático (PSD)                | 5.891 | 0,98  | 2º mandato  |
| 5  | Clécio Antônio Alves (Goiânia, 26.04.1961–)                            | Movimento Democrático Brasileiro (MDB)          | 5.132 | 0,85  | 6º mandato  |
| 6  | Lucas Ferreira Pires Bueno, Kitão (Goiânia, 08.02.1991–)               | Partido Social Liberal (PSL)                    | 4.743 | 0,79  | 2º mandato  |
| 7  | Dr. Giancarlo Said Ribeiro (Goiânia, 01.06.1975–)                      | Movimento Democrático Brasileiro (MDB)          | 4.729 | 0,79  | 3º mandato  |
| 8  | João Sandes Júnior (Porto Nacional, 28.04.1959–)                       | Progressistas (PP)                              | 4.664 | 0,78  | 1º mandato  |
| 9  | Bruno Diniz Machado (Piracanjuba, 28.04.1959–)                         | Partido Renovador Trabalhista Brasileiro (PRTB) | 4.632 | 0,77  | 1º mandato  |
| 10 | Anselmo Pereira da Silva Sobrinho (São Luís, 21.08.1954–)              | Movimento Democrático Brasileiro (MDB)          | 4.574 | 0,76  | 10º mandato |
| 11 | GCM Romário Barbosa Policarpo (2021-2022) (Gama, 06.06.1987–)          | Patriota                                        | 4.541 | 0,76  | 2º mandato  |
| 12 | Henrique Alves Luiz Pereira (Goiânia, 09.11.1984–)                     | Movimento Democrático Brasileiro (MDB)          | 4.372 | 0,73  | 1º mandato  |
| 13 | Kleybe Lemes de Morais (Goiânia, 28.05.1976–)                          | Movimento Democrático Brasileiro (MDB)          | 4.062 | 0,68  | 2º mandato  |
| 14 | Izidio Alves de Souza (Córrego do Ouro, 26.07.1955–)                   | Movimento Democrático Brasileiro (MDB)          | 4.007 | 0,67  | 6º mandato  |
| 15 | Anderson Sales de Faria, Bokão (Goiânia, 03.11.1974–)                  | Democratas (DEM)                                | 3,743 | 0,52  | 2º mandato  |
| 16 | Mauro Rubem de Menezes Jonas (Firminópolis, 11.05.1960–)               | Partido dos Trabalhadores (PT)                  | 3.608 | 0,60  | 2º mandato  |
| 17 | Nataniel de Sena Soares, Cabo Senna (Itapaci, 15.03.1972–)             | Patriota                                        | 3.549 | 0,59  | 2º mandato  |
| 18 | Gabriela Rodart Lopes (Goiânia, 09.05.1996–)                           | Democracia Cristã (DC)                          | 3.476 | 0,58  | 1º mandato  |
| 19 | Wellington de Bessa Oliveira (São Francisco de Goiás, 17.06.1984–)     | Democracia Cristã (DC)                          | 3.370 | 0,56  | 1º mandato  |
| 20 | Anderson Cruz e Freire, Pedro Azulão Júnior (Goiânia, 09.04.1976–)     | Partido Socialista Brasileiro (PSB)             | 3.233 | 0,54  | 5º mandato  |
| 21 | Léia Klébia Araújo e Vieira (Goiânia, 24.09.1981–)                     | Partido Social Cristão (PSC)                    | 3.222 | 0,54  | 2º mandato  |
| 22 | Heleandro Ferreira de Sena (Goiânia, 09.04.1976–)                      | Republicanos                                    | 3.191 | 0,53  | 2º mandato  |
| 23 | Ronilson de Souza Reis (Corrente, 20.09.1979–)                         | Podemos (PODE)                                  | 3.184 | 0,53  | 1º mandato  |
| 24 | Juarez de Souza Lopes (Goiânia, 11.10.1964–)                           | Partido Democrático Trabalhista (PDT)           | 3.173 | 0,53  | 4º mandato  |
| 25 | Geverson Abel de Souza Carmo (Goiânia, 08.09.1987–)                    | Avante                                          | 3.060 | 0,51  | 1º mandato  |
| 27 | Aava Santiago Aguiar (Barra do Garças, 19.10.1989–)                    | Partido da Social Democracia Brasileira (PSDB)  | 2.865 | 0,48  | 1º mandato  |
| 29 | Marlon dos Santos Teixeira (Goiânia, 09.04.1983–)                      | Cidadania                                       | 2.546 | 0,42  | 1º mandato  |
| 30 | Santana da Silva Gomes                                                 | Partido Renovador Trabalhista Brasileiro (PRTB) | 2.540 | 0,42  | 2º mandato  |
| 32 | William Veloso de Carvalho (Goiânia, 26.06.1964–)                      | Partido Liberal (PL)                            | 1.972 | 0,33  | 1º mandato  |
| 33 | João Ferreira Guimarães, Joãozinho Guimarães (Araguatins, 15.05.1963–) | Solidariedade (SDD)                             | 1.950 | 0,32  | 2º mandato  |
| 34 | Thialu Raphael Guiotti Lustosa (Goiânia, 25.02.1984–)                  | Avante                                          | 1.884 | 0,31  | 1º mandato  |
| 35 | Leonardo José Arantes, Leo José (Goiânia, 04.09.1982–)                 | Partido Trabalhista Brasileiro (PTB)            | 1.799 | 0,30  | 1º mandato  |
| 36 | Acenil Guerra da Costa, Bill Guerra (Goiânia, 15.02.1972–)             | Solidariedade (SDD)                             | 4.421 | 0,74% | 1º mandato  |
| 37 | Markim Goyá (Goiânia, 22.02.1960–)                                     | Patriota                                        | 3.021 | 0,50% | 1º mandato  |
| 38 | Fabrício Silva Rosa (Goiânia, 09.01.1980–)                             | Partido dos Trabalhadores (PT)                  | 4.299 | 0,71% | 1º mandato  |

## 18ª Legislatura (2017–2020)
Estes são os vereadores eleitos nas eleições de 2 de outubro de 2016, pelo período de 1° de janeiro de 2017 a 31 de dezembro de 2020::
|    | Nome                                                                            | Partido                                                                  | Votos  | %    | Observações                                                             |
| -- | ------------------------------------------------------------------------------- | ------------------------------------------------------------------------ | ------ | ---- | ----------------------------------------------------------------------- |
| 1  | Jorge Kajuru Reis da Costa Nasser                                               | Partido Republicano Progressista (PRP)                                   | 37.796 | 5,65 | 1º mandato                                                              |
| 2  | Dra. Cristina Lopes Afonso (Cianorte, 10.04.1965–)                              | Partido da Social Democracia Brasileira (PSDB)                           | 9.114  | 1,36 | 2º mandato                                                              |
| 3  | Vinícius Clementino Cirqueira                                                   | Partido Republicano da Ordem Social (PROS)                               | 8.582  | 1,28 | 1º mandato                                                              |
| 4  | Rogério Oliveira da Cruz (Rio de Janeiro, 01.09.1966–)                          | Partido Republicano Brasileiro (PRB)                                     | 8.312  | 1,24 | 2º mandato                                                              |
| 5  | Anselmo Pereira da Silva Sobrinho (São Luís, 21.08.1954–)                       | Partido da Social Democracia Brasileira (PSDB)                           | 7.504  | 1,12 | 9º mandato                                                              |
| 6  | Elias Vaz de Andrade                                                            | Partido Socialista Brasileiro (PSB)                                      | 7.487  | 1,12 | 5º mandato                                                              |
| 7  | Carlos Alberto da Silva, Carlin Café (Goiânia, 08.01.1963–)                     | Partido Popular Socialista (PPS)                                         | 7.392  | 1,10 | 1º mandato                                                              |
| 8  | Alysson Francisco de Lima (Londrina, 02.04.1975–)                               | Partido Republicano Brasileiro (PRB)                                     | 7.257  | 1,08 | 1º mandato                                                              |
| 9  | Sabrina Garcez Henrique Silva (Goiânia, 03.01.1989–)                            | Partido da Mulher Brasileira (PMB)/ Partido Trabalhista Brasileiro (PTB) | 7.233  | 1,08 | 1º mandato Se filiou ao PTB em 03.04.2018                               |
| 10 | Felisberto Rodrigues Tavares                                                    | Partido da República (PR)                                                | 6.670  | 1,00 | 2º mandato Assumiu o cargo de Secretário Mun. de Trânsito em 12.01.2017 |
| 11 | Welington Peixoto Moura (Goiânia, 13.06.1976–)                                  | Partido do Movimento Democrático Brasileiro (PMDB)                       | 6.513  | 0,97 | 2º mandato                                                              |
| 12 | Paulo César de Sousa, Paulinho Graus (Goiânia, 05.02.1971–)                     | Partido Democrático Trabalhista (PDT)                                    | 6.452  | 0,96 | 4º mandato                                                              |
| 13 | Oseias Mendes Pereira, Varão (Araguaçu, 25.01.1977–)                            | Partido Socialista Brasileiro (PSB)                                      | 6.171  | 0,92 | 1º mandato                                                              |
| 14 | Izidio Alves de Souza (Córrego do Ouro, 26.07.1955–)                            | Partido da República (PR)                                                | 5.889  | 0,88 | 5º mandato                                                              |
| 15 | Kleybe Lemes de Morais (Goiânia, 28.05.1976–)                                   | Partido Social Democrata Cristão (PSDC)                                  | 5.818  | 0,87 | 1º mandato                                                              |
| 16 | Clécio Antônio Alves (Goiânia, 26.04.1961–)                                     | Partido do Movimento Democrático Brasileiro (PMDB)                       | 5.415  | 0,81 | 5º mandato                                                              |
| 17 | Sebastião de Sousa Porto Filho, Tiãozinho Porto (Cocos, 07.05.1974–)            | Partido Republicano da Ordem Social (PROS)                               | 4.878  | 0,73 | 1º mandato                                                              |
| 18 | Priscilla Norgann de Sousa Rocha, Tejota (Goiânia, 14.10.1983–)                 | Partido Social Democrático (PSD)                                         | 4.807  | 0,72 | 1º mandato                                                              |
| 19 | Lucas Ferreira Pires Bueno, Kitão (Goiânia, 08.02.1991–)                        | Partido Social Liberal (PSL)                                             | 4.499  | 0,67 | 1º mandato                                                              |
| 20 | Paulo Pereira Magalhães (Goiânia, 01.02.1947–)                                  | Partido Social Democrático (PSD)                                         | 4.482  | 0,67 | 4º mandato                                                              |
| 21 | Elenira Tatiana Lemos Vieira Chadud (Campinas, 28.12.1978–)                     | Partido Comunista do Brasil (PCdoB)                                      | 4.418  | 0,66 | 3º mandato                                                              |
| —  | Edson Vieira da Silva, Automóveis (Buriti Alegre, 22.10.1956–)                  | Partido da Mobilização Nacional (PMN)                                    | 4.297  | 0,64 | 3º mandato Ocupa vaga de F. Tavares (PR)                                |
| 22 | Eduardo José do Prado, Delegado                                                 | Partido Verde (PV)                                                       | 4.237  | 0,63 | 1º mandato                                                              |
| 23 | Andrey Sales de Souza Campos Araújo, Azeredo (2017-2018) (Goiânia, 12.07.1973–) | Partido do Movimento Democrático Brasileiro (PMDB)                       | 4.073  | 0,61 | 1º mandato                                                              |
| 24 | Gustavo Alves Cruvinel (Goiânia, 05.03.1981–)                                   | Partido Verde (PV)                                                       | 4.066  | 0,61 | 1º mandato                                                              |
| 25 | Jair Alves de Souza, Diamantino (Piracanjuba, 02.11.1967–)                      | Partido Social Democrata Cristão (PSDC)                                  | 3.889  | 0,58 | 1º mandato                                                              |
| 26 | Juarez de Souza Lopes (Goiânia, 11.10.1964–)                                    | Partido Renovador Trabalhista Brasileiro (PRTB)                          | 3.753  | 0,56 | 3º mandato                                                              |
| 27 | Zander Fábio Alves da Costa                                                     | Partido Ecológico Nacional (PEN)                                         | 3.501  | 0,52 | 2º mandato                                                              |
| 28 | Anderson Sales de Faria, Bokão (Goiânia, 03.11.1974–)                           | Partido Social Democrata Cristão (PSDC)                                  | 3.479  | 0,52 | 1º mandato                                                              |
| 29 | Leia Klebia Araújo e Vieira (Goiânia, 24.09.1981–)                              | Partido Social Cristão (PSC)                                             | 3.367  | 0,50 | 1º mandato                                                              |
| 30 | Romário Barbosa Policarpo (2019-2020) (Gama, 06.06.1987–)                       | Partido Trabalhista Cristão (PTC)                                        | 3.185  | 0,48 | 1º mandato                                                              |
| —  | Nilton Pereira da Silva, Barriga (Goiânia, 18.11.1970–)                         | Partido Social Democrata Cristão (PSDC)                                  | 3.161  | 0,47 | 1º mandato Ocupa vaga de Kleybe Morais                                  |
| 31 | Milton José das Mercez (Tiros, 03.11.1952–)                                     | Partido Republicano Progressista (PRP)                                   | 2.886  | 0,43 | 3º mandato                                                              |
| —  | Prof. Alonso de Oliveira Santos (Itamaraju, 08.08.1977–)                        | Partido Social Democrata Cristão (PSDC)                                  | 2.841  | 0,42 | 1º mandato Ocupa vaga de Jair Diamantino                                |
| 32 | Nataniel de Sena Soares, Cabo Senna (Itapaci, 15.03.1972–)                      | Partido Republicano Progressista (PRP)                                   | 2.795  | 0,42 | 1º mandato                                                              |
| 33 | Novandir Rodrigues da Silva, Sargento Novandir (Ceres, 01.06.1971–)             | Partido Trabalhista Nacional (PTN)                                       | 2.713  | 0,41 | 1º mandato                                                              |
| —  | Sargento Mário Augusto Alves Borges (Goiânia, 04.08.1975–)                      | Partido Social Democrata Cristão (PSDC)                                  | 2.581  | 0,39 | 1º mandato Ocupa vaga de Anderson Bokão                                 |
| 34 | Dr. Paulo Roberto Daher Júnior (Rio de Janeiro, 16.10.1973–)                    | Democratas (DEM)                                                         | 2.511  | 0,38 | 1º mandato                                                              |
| 35 | Emilson Pereira (Goiânia, 06.07.1959–)                                          | Partido Trabalhista Nacional (PTN)                                       | 2.429  | 0,36 | 1º mandato                                                              |

## 17ª Legislatura (2013–2016)
Estes são os vereadores eleitos nas eleições de 7 de outubro de 2012, pelo período de 1° de janeiro de 2013 a 31 de dezembro de 2016:
|    | Nome                                                                  | Partido                                            | Votos | %    | Observações |
| -- | --------------------------------------------------------------------- | -------------------------------------------------- | ----- | ---- | ----------- |
| 1  | Virmondes Borges Cruvinel Filho (Goiânia, 10.03.1980–)                | Partido Social Democrático (PSD)                   | 8.572 | 1,35 | 2º mandato  |
| 2  | Clécio Antônio Alves (Goiânia, 26.04.1961–)                           | Partido do Movimento Democrático Brasileiro (PMDB) | 8.498 | 1,34 | 4º mandato  |
| 3  | Rogério Oliveira da Cruz (Rio de Janeiro, 01.09.1966–)                | Partido Republicano Brasileiro (PRB)               | 7.774 | 1,22 | 1º mandato  |
| 4  | Paulo Sérgio Póvoa Borges (Goiânia, 30.06.1960–)                      | Partido do Movimento Democrático Brasileiro (PMDB) | 7.664 | 1,21 | 2º mandato  |
| 5  | Paulo César de Sousa, Paulinho Graus (Goiânia, 05.02.1971–)           | Partido Democrático Trabalhista (PDT)              | 7.586 | 1,19 | 3º mandato  |
| 6  | Izídio Alves de Souza (Córrego do Ouro, 26.07.1955–)                  | Partido do Movimento Democrático Brasileiro (PMDB) | 7.316 | 1,15 | 4º mandato  |
| 7  | Anselmo Pereira da Silva Sobrinho (2015-2016) (São Luís, 21.08.1954–) | Partido da Social Democracia Brasileira (PSDB)     | 7.294 | 1,15 | 8º mandato  |
| 8  | Carlos Antonio Soares (Buriti Alegre, 16.12.1964–)                    | Partido dos Trabalhadores (PT)                     | 6.811 | 1,07 | 1º mandato  |
| 9  | Charles Bento Evangelista (Goiânia, 25.12.1974–)                      | Partido Renovador Trabalhista Brasileiro (PRTB)    | 6.707 | 1,06 | 2º mandato  |
| 10 | Dr. Giancarlo Said Ribeiro (Goiânia, 01.06.1975–)                     | Partido da Social Democracia Brasileira (PSDB)     | 6.602 | 1,04 | 2º mandato  |
| 11 | Dra. Cristina Lopes Afonso (Cianorte, 10.04.1965–)                    | Partido da Social Democracia Brasileira (PSDB)     | 6.080 | 0,96 | 1º mandato  |
| 12 | Denício Célio Trindade (Campo Belo, 24.08.1963–)                      | Partido do Movimento Democrático Brasileiro (PMDB) | 6.000 | 0,94 | 1º mandato  |
| 13 | Tayrone de Martino Gomes (Goiânia, 15.12.1983–)                       | Partido dos Trabalhadores (PT)                     | 5.987 | 0,94 | 1º mandato  |
| 14 | Giovani Antônio Barbosa (Bambuí, 12.12.1963–)                         | Partido da Social Democracia Brasileira (PSDB)     | 5.662 | 0,89 | 5º mandato  |
| 15 | Anderson Cruz e Freire, Pedro Azulão Júnior (Goiânia, 09.04.1976–)    | Partido Socialista Brasileiro (PSB)                | 5.582 | 0,88 | 4º mandato  |
| 16 | Célia Maria da Silva Valadão (Cidade de Goiás, 26.09.1966–)           | Partido do Movimento Democrático Brasileiro (PMDB) | 5.427 | 0,85 | 2º mandato  |
| 17 | Welington Peixoto Moura (Goiânia, 13.06.1976–)                        | Partido Socialista Brasileiro (PSB)                | 5.358 | 0,84 | 1º mandato  |
| 18 | Fábio Sousa Lima (Uruana, 23.06.1971–)                                | Partido Renovador Trabalhista Brasileiro (PRTB)    | 5.282 | 0,83 | 1º mandato  |
| 19 | Thiago Albernaz Pereira (Goiânia, 10.09.1990–)                        | Partido da Social Democracia Brasileira (PSDB)     | 5.008 | 0,79 | 1º mandato  |
| 20 | Felisberto Rodrigues Tavares                                          | Partido dos Trabalhadores (PT)                     | 4.963 | 0,78 | 1º mandato  |
| 21 | Elias Vaz de Andrade                                                  | Partido Socialismo e Liberdade (PSOL)              | 4.846 | 0,76 | 4º mandato  |
| 22 | Djalma Cotinguiba Araújo (Livramento de Nossa Senhora, 22.04.1958–)   | Partido dos Trabalhadores (PT)                     | 4.771 | 0,75 | 5º mandato  |
| 23 | Jorge Francisco de Souza, do Hugo (Trindade, 09.03.1958–)             | Partido Social Liberal (PSL)                       | 4.678 | 0,74 | 1º mandato  |
| 24 | Elenira Tatiana Lemos Vieira Chadud (Campinas, 28.12.1978–)           | Partido Comunista do Brasil (PCdoB)                | 4.459 | 0,70 | 2º mandato  |
| 25 | Mizair Jefferson da Silva, Lemes Júnior (Goiânia, 08.06.1990–)        | Partido do Movimento Democrático Brasileiro (PMDB) | 4.430 | 0,70 | 2º mandato  |
| 26 | Deivison Rodrigues da Costa (Goiânia, 01.06.1978–)                    | Partido Trabalhista do Brasil (PTdoB)              | 4.406 | 0,69 | 3º mandato  |
| 27 | Fábio Alves Caixeta (Itapuranga, 01.08.1975–)                         | Partido da Mobilização Nacional (PMN)              | 3.740 | 0,59 | 2º mandato  |
| 28 | Antonio Uchôa Sobrinho (Boa Viagem, 05.01.1946–)                      | Partido Social Liberal (PSL)                       | 3.333 | 0,52 | 1º mandato  |
| 29 | Paulo Pereira Magalhães (Goiânia, 01.02.1947–)                        | Partido Verde (PV)                                 | 3.332 | 0,52 | 3º mandato  |
| 30 | Maria Aparecida Garcêz Henrique (Goiânia, 03.03.1964–)                | Partido Verde (PV)                                 | 3.200 | 0,50 | 2º mandato  |
| 31 | Zander Fábio Alves da Costa (2013-2014) (Anicuns, 08.07.1972–)        | Partido Social Liberal (PSL)                       | 3.182 | 0,50 | 1º mandato  |
| 32 | Paulo César da Silva, da Farmácia (Piracanjuba, 11.01.1961–)          | Partido Social Democrata Cristão (PSDC)            | 2.992 | 0,47 | 1º mandato  |
| 33 | Edson Vieira da Silva, Automóveis (Buriti Alegre, 22.10.1956–)        | Partido da Mobilização Nacional (PMN)              | 2.733 | 0,43 | 2º mandato  |
| 34 | Dr. Bernardo Paula Neto, do Cais (Nerópolis, 23.12.1945–)             | Partido Social Cristão (PSC)                       | 2.729 | 0,43 | 1º mandato  |
| 35 | Divino Rodrigues dos Reis (Itapuranga, 26.05.1965–)                   | Partido Social Democrata Cristão (PSDC)            | 2.714 | 0,43 | 1º mandato  |

## 16ª Legislatura (2009–2012)
Estes são os vereadores eleitos nas eleições de 5 de outubro de 2008, pelo período de 1° de janeiro de 2009 a 31 de dezembro de 2012:
|    | Nome                                                                   | Partido                                            | Votos  | %    | Observações                                     |
| -- | ---------------------------------------------------------------------- | -------------------------------------------------- | ------ | ---- | ----------------------------------------------- |
| 1  | Bruno Regiany Peixoto Pimenta                                          | Partido do Movimento Democrático Brasileiro (PMDB) | 12.850 | 2,03 | 2º mandato                                      |
| 2  | Francisco Rodrigues Vale Júnior (2009-2010)                            | Partido do Movimento Democrático Brasileiro (PMDB) | 11.462 | 1,81 | 1º mandato                                      |
| 3  | Túlio Humberto Pereira Costa, Túlio Maravilha                          | Partido do Movimento Democrático Brasileiro (PMDB) | 10.401 | 1,64 | 1º mandato                                      |
| 4  | Elenira Tatiana Lemos Vieira Chadud (Campinas, 28.12.1978–)            | Partido Democrático Trabalhista (PDT)              | 10.182 | 1,61 | 1º mandato                                      |
| 5  | Iram de Almeida Saraiva (2011-2012)                                    | Partido do Movimento Democrático Brasileiro (PMDB) | 8.380  | 1,32 | 1º mandato                                      |
| 6  | Daniel Elias Carvalho Vilela (Jataí, 23.10.1983–)                      | Partido do Movimento Democrático Brasileiro (PMDB) | 8.283  | 1,31 | 1º mandato                                      |
| 7  | Dr. Giancarlo Said Ribeiro (Goiânia, 01.06.1975–)                      | Partido Trabalhista Cristão (PTC)                  | 7.271  | 1,15 | 1º mandato                                      |
| 8  | Izidio Alves de Souza (Córrego do Ouro, 26.07.1955–)                   | Partido do Movimento Democrático Brasileiro (PMDB) | 6.814  | 1,07 | 3º mandato                                      |
| 9  | Fábio Tokarski (Goiânia, 01.06.1975–)                                  | Partido Comunista do Brasil (PCdoB)                | 6.705  | 1,06 | 3º mandato                                      |
| 10 | Pastor Rusembergue Barbosa de Almeida (Graça Aranha, 29.11.1963–)      | Partido Republicano Brasileiro (PRB)               | 6.673  | 1,05 | 2º mandato                                      |
| 11 | Clécio Antônio Alves (Goiânia, 26.04.1961–)                            | Partido do Movimento Democrático Brasileiro (PMDB) | 6.333  | 1,00 | 3º mandato                                      |
| 12 | Deivison Rodrigues da Costa (Goiânia, 01.06.1978–)                     | Partido Trabalhista do Brasil (PTdoB)              | 6.290  | 0,99 | 2º mandato                                      |
| 13 | Giovani Antônio Barbosa (Bambuí, 12.12.1963–)                          | Partido da Social Democracia Brasileira (PSDB)     | 5.930  | 0,94 | 4º mandato                                      |
| 14 | Simeyzon Sineliz Fernandes da Silveira                                 | Partido Social Cristão (PSC)                       | 5.914  | 0,93 | 1º mandato                                      |
| 15 | Henrique Paulista Arantes (Goiânia, 14.04.1984–)                       | Partido Trabalhista Brasileiro (PTB)               | 5.368  | 0,85 | 1º mandato                                      |
| 16 | Paulo Sérgio Póvoa Borges (Goiânia, 30.06.1960–)                       | Partido do Movimento Democrático Brasileiro (PMDB) | 5.320  | 0,84 | 1º mandato                                      |
| 17 | José Maurício Beraldo (Carmo do Paranaíba, 31.03.1960–)                | Partido da Social Democracia Brasileira (PSDB)     | 5.014  | 0,79 | 3º mandato                                      |
| 18 | Maria Aparecida de Siqueira, Cidinha Siqueira (Goiandira, 08.04.1961–) | Partido dos Trabalhadores (PT)                     | 4.859  | 0,77 | 2º mandato                                      |
| 19 | Anselmo Pereira da Silva Sobrinho (São Luís, 21.08.1954–)              | Partido da Social Democracia Brasileira (PSDB)     | 4.813  | 0,76 | 7º mandato                                      |
| 20 | Juarez de Souza Lopes (Goiânia, 11.10.1964–)                           | Partido Trabalhista Nacional (PTN)                 | 4.802  | 0,76 | 2º mandato                                      |
| 21 | Djalma Cotinguiba Araújo (Livramento de Nossa Senhora, 22.04.1958–)    | Partido dos Trabalhadores (PT)                     | 4.781  | 0,75 | 4º mandato                                      |
| 22 | Santana da Silva Gomes                                                 | Partido do Movimento Democrático Brasileiro (PMDB) | 4.739  | 0,75 | 1º mandato                                      |
| 23 | Virmondes Borges Cruvinel Filho (Goiânia, 10.03.1980–)                 | Partido Social Democrata Cristão (PSDC)            | 4.736  | 0,75 | 1º mandato                                      |
| 24 | Agenor Mariano da Silva Neto (Goiânia, 09.05.1974–)                    | Partido do Movimento Democrático Brasileiro (PMDB) | 4.685  | 0,74 | 1º mandato                                      |
| 25 | Célia Maria da Silva Valadão (Cidade de Goiás, 26.09.1966–)            | Partido do Movimento Democrático Brasileiro (PMDB) | 4.628  | 0,73 | 1º mandato                                      |
| 26 | Sebastião Mendes dos Santos, Tiãozinho (Catalão, 15.10.1963–)          | Partido da República (PR)                          | 4.539  | 0,72 | 1º mandato                                      |
| 27 | Anderson Cruz e Freire, Pedro Azulão Júnior (Goiânia, 09.04.1976–)     | Partido Socialista Brasileiro (PSB)                | 4.411  | 0,70 | 3º mandato                                      |
| 28 | João Ferreira Guimarães, Joãozinho (Araguatins, 15.05.1963–)           | Partido Republicano Brasileiro (PRB)               | 3.834  | 0,60 | 1º mandato                                      |
| 29 | Paulo César de Sousa, Paulinho Graus (Goiânia, 05.02.1971–)            | Partido Democrático Trabalhista (PDT)              | 3.676  | 0,58 | 2º mandato                                      |
| 30 | Richard Nixon de Menezes (Santa Helena de Goiás, 23.12.1972–)          | Partido Renovador Trabalhista Brasileiro (PRTB)    | 3.591  | 0,57 | 1º mandato                                      |
| 31 | Charles Bento Evangelista (Goiânia, 25.12.1974–)                       | Partido Renovador Trabalhista Brasileiro (PRTB)    | 3.504  | 0,55 | 1º mandato                                      |
| 32 | Fábio Alves Caixeta (Itapuranga, 01.08.1975–)                          | Partido da Mobilização Nacional (PMN)              | 3.156  | 0,50 | 1º mandato                                      |
| 33 | Alfredo da Rocha Araújo Filho, Bambu (Crixás, 10.05.1960–)             | Partido da República (PR)                          | 3.147  | 0,50 | 3º mandato                                      |
| 34 | José Batista da Silva, Gari Negro Jobs (Almenara, 08.02.1959–)         | Partido Social Liberal (PSL)                       | 3.089  | 0,49 | 1º mandato                                      |
| 35 | Elias Vaz de Andrade                                                   | Partido Socialismo e Liberdade (PSOL)              | 2.698  | 0,43 | 3º mandato                                      |
| —  | Paulo Pereira Magalhães (Goiânia, 01.02.1947–)                         | Partido Social Liberal (PSL)                       | 2.293  | 0,36 | 2º mandato Ocupou a vaga em 06.2011 por 4 meses |

## 15ª Legislatura (2005–2008)
Estes são os vereadores eleitos nas eleições de 3 de outubro de 2004, pelo período de 1° de janeiro de 2005 a 31 de dezembro de 2008:
|    | Nome                                                                       | Partido                                            | Votos | %    | Observações |
| -- | -------------------------------------------------------------------------- | -------------------------------------------------- | ----- | ---- | ----------- |
| 1  | Pastor Fábio Fernandes de Sousa                                            | Partido da Social Democracia Brasileira (PSDB)     | 9.374 | 1,48 | 1º mandato  |
| 2  | Marina Pignataro Sant'Anna                                                 | Partido dos Trabalhadores (PT)                     | 8.328 | 1,32 | 1º mandato  |
| 3  | Pastor Rusembergue Barbosa de Almeida (Graça Aranha, 29.11.1963–)          | Partido da Social Democracia Brasileira (PSDB)     | 8.195 | 1,29 | 1º mandato  |
| 4  | Jacyra Alves Mendes (Goiânia, 04.08.1944–)                                 | Partido Progressista (PP)                          | 7.050 | 1,11 | 2º mandato  |
| 5  | José Maurício Beraldo (Carmo do Paranaíba, 31.03.1960–)                    | Partido da Social Democracia Brasileira (PSDB)     | 6.993 | 1,10 | 2º mandato  |
| 6  | Anderson Cruz e Freire, Pedro Azulão Júnior (Goiânia, 09.04.1976–)         | Partido Socialista Brasileiro (PSB)                | 6.851 | 1,08 | 2º mandato  |
| 7  | Clécio Antônio Alves (Goiânia, 26.04.1961–)                                | Partido dos Trabalhadores (PT)                     | 6.796 | 1,07 | 2º mandato  |
| 8  | Túlio Isac Carneiro (Goiatuba, 28.02.1963–)                                | Partido da Social Democracia Brasileira (PSDB)     | 6.695 | 1,06 | 1º mandato  |
| 9  | Anselmo Pereira da Silva Sobrinho (São Luís, 21.08.1954–)                  | Partido da Social Democracia Brasileira (PSDB)     | 6.231 | 0,98 | 6º mandato  |
| 10 | Amarildo Pereira (Goiânia, 23.07.1962–)                                    | Partido da Social Democracia Brasileira (PSDB)     | 5.950 | 0,94 | 2º mandato  |
| 11 | Giovani Antônio Barbosa (Bambuí, 12.12.1963–)                              | Partido da Social Democracia Brasileira (PSDB)     | 5.921 | 0,93 | 3º mandato  |
| 12 | Juarez de Souza Lopes (Goiânia, 11.10.1964–)                               | Partido Social Democrata Cristão (PSDC)            | 5.451 | 0,86 | 1º mandato  |
| 13 | Samuel Pacheco de Moura Belchior (Goiânia, 18.11.1979–)                    | Partido Social Democrata Cristão (PSDC)            | 5.395 | 0,85 | 1º mandato  |
| 14 | Luciano Pedroso Bento (Goiânia, 18.11.1961–)                               | Partido Popular Socialista (PPS)                   | 5.350 | 0,84 | 2º mandato  |
| 15 | Ruy Rocha de Macedo (Porto Franco, 06.04.1949–)                            | Partido do Movimento Democrático Brasileiro (PMDB) | 5.317 | 0,84 | 1º mandato  |
| 16 | Bruno Regiany Peixoto Pimenta                                              | Partido Trabalhista do Brasil (PTdoB)              | 5.094 | 0,80 | 1º mandato  |
| 17 | Professor Wanderlan Luiz Renovato (Goiânia, 27.06.1957–)                   | Partido da Social Democracia Brasileira (PSDB)     | 5.018 | 0,79 | 1º mandato  |
| 18 | Deivison Rodrigues da Costa (2007-2008) (Goiânia, 01.06.1978–)             | Partido Trabalhista do Brasil (PTdoB)              | 4.711 | 0,74 | 1º mandato  |
| 19 | Maria Aparecida Garcêz Henrique (Goiânia, 03.03.1964–)                     | Partido Socialista Brasileiro (PSB)                | 4.609 | 0,73 | 1º mandato  |
| 20 | José Humberto Aidar (Inhumas, 22.12.1961–)                                 | Partido dos Trabalhadores (PT)                     | 4.567 | 0,72 | 1º mandato  |
| 21 | Cláudio Olinto Meirelles (2005-2006) (Goiânia, 06.11.1960–)                | Partido Liberal (PL)                               | 4.438 | 0,70 | 3º mandato  |
| 22 | Abdiel Felisbino Ramos da Rocha, Um Amigo Fiel (Amorinópolis, 28.08.1971–) | Partido do Movimento Democrático Brasileiro (PMDB) | 4.385 | 0,69 | 1º mandato  |
| 23 | Josué Rodrigues de Gouveia (Goiatuba, 27.07.1966–)                         | Partido Trabalhista Cristão (PTC)                  | 4.264 | 0,67 | 1º mandato  |
| 24 | Mizair Lemes da Silva (Mossâmedes, 17.07.1963–)                            | Partido Trabalhista do Brasil (PTdoB)              | 4.135 | 0,65 | 1º mandato  |
| 25 | Paulo Cézar Martins (Quirinópolis, 27.09.1962–)                            | Partido do Movimento Democrático Brasileiro (PMDB) | 4.042 | 0,64 | 3º mandato  |
| 26 | Djalma Cotinguiba Araújo (Livramento de Nossa Senhora, 22.04.1958–)        | Partido dos Trabalhadores (PT)                     | 3.850 | 0,61 | 3º mandato  |
| 27 | Hélio Seixo de Brito Júnior (Inhumas, 27.02.1939–)                         | Partido da Frente Liberal (PFL)                    | 3.745 | 0,59 | 2º mandato  |
| 28 | Izidio Alves de Souza (Córrego do Ouro, 26.07.1955–)                       | Partido Trabalhista Nacional (PTN)                 | 3.570 | 0,56 | 2º mandato  |
| 29 | Euler Ivo Vieira (Piracanjuba, 09.10.1948–)                                | Partido Democrático Trabalhista (PDT)              | 3.458 | 0,55 | 3º mandato  |
| 30 | Maria Aparecida de Siqueira, Cidinha (Goiandira, 08.04.1961–)              | Partido dos Trabalhadores (PT)                     | 3.407 | 0,54 | 1º mandato  |
| 31 | Sérgio Alberto Dias da Silva, Serjão (Goiânia, 24.12.1968–)                | Partido dos Trabalhadores (PT)                     | 2.899 | 0,46 | 1º mandato  |
| 32 | Elias Vaz de Andrade                                                       | Partido Verde (PV)                                 | 2.597 | 0,41 | 2º mandato  |
| 33 | Nelson Ferreira da Cruz (Jussara, 24.12.1968–)                             | Partido Socialista Brasileiro (PSB)                | 2.588 | 0,41 | 1º mandato  |
| 34 | Robson Alves Paulino (Morrinhos, 27.07.1962–)                              | Partido Trabalhista Cristão (PTC)                  | 2.536 | 0,40 | 1º mandato  |

## 14ª Legislatura (2001–2004)
Estes são os vereadores eleitos nas eleições de 1º de outubro de 2000, pelo período de 1° de janeiro de 2001 a 31 de dezembro de 2004:
|    | Nome                                                                 | Partido                                               | Votos  | %    | Observações                         |
| -- | -------------------------------------------------------------------- | ----------------------------------------------------- | ------ | ---- | ----------------------------------- |
| 1  | Elias Vaz de Andrade                                                 | Partido Socialista dos Trabalhadores Unificado (PSTU) | 14.237 | 2,58 | 1º mandato                          |
| 2  | Fábio Tokarski (Goiânia, 01.06.1975–)                                | Partido Comunista do Brasil (PCdoB)                   | 7.706  | 1,40 | 2º mandato                          |
| 3  | Saulo Furtado (Goiânia, 26.04.1958–)                                 | Partido Progressista Brasileiro (PPB)                 | 7.706  | 1,40 | 2º mandato                          |
| 4  | Paulo Cézar Martins, Paulinho (Quirinópolis, 27.09.1962–)            | Partido da Social Democracia Brasileira (PSDB)        | 7.090  | 1,29 | 2º mandato                          |
| 5  | Anselmo Pereira da Silva Sobrinho, Duarte (São Luís, 21.08.1954–)    | Partido do Movimento Democrático Brasileiro (PMDB)    | 7.023  | 1,27 | 5º mandato                          |
| 6  | Cláudio Olinto Meirelles (Goiânia, 06.11.1960–)                      | Partido Trabalhista Brasileiro (PTB)                  | 6.976  | 1,26 | 2º mandato                          |
| 7  | José Valter Soares Santos (Malhador, 30.11.1957–)                    | Partido Liberal (PL)                                  | 6.726  | 1,22 | 1º mandato                          |
| 8  | Wladmir Garcêz Henrique (2001-2002) (Goiânia, 25.10.1962–)           | Partido da Social Democracia Brasileira (PSDB)        | 6.587  | 1,19 | 1º mandato                          |
| 9  | José Maurício Beraldo (Carmo do Paranaíba, 31.03.1960–)              | Partido Trabalhista Brasileiro (PTB)                  | 6.558  | 1,19 | 1º mandato                          |
| 10 | Daniel Messac de Morais                                              | Partido da Social Democracia Brasileira (PSDB)        | 6.466  | 1,17 | 2º mandato                          |
| 11 | Milton José das Mercez (Tiros, 03.11.1952–)                          | Partido Social Trabalhista (PST)                      | 6.298  | 1,14 | 2º mandato                          |
| 12 | Alfredo da Rocha Araújo Filho, Bambu (Crixás, 10.05.1960–)           | Partido da Social Democracia Brasileira (PSDB)        | 6.099  | 1,11 | 2º mandato                          |
| 13 | Rose-Marx Wayne de Oliveira, Capitão Wayne (Goiânia, 03.01.1968–)    | Partido Social Cristão (PSC)                          | 6.050  | 1,10 | 1º mandato                          |
| 14 | Francisco Sobrinho de Oliveira (2003-2004) (Morrinhos, 06.05.1962–)  | Partido da Frente Liberal (PFL)                       | 5.988  | 1,09 | 2º mandato                          |
| 15 | Amarildo Pereira (Goiânia, 23.07.1962–)                              | Partido Liberal (PL)                                  | 5.807  | 1,05 | 1º mandato                          |
| 16 | Jacyra Alves Mendes (Goiânia, 04.08.1944–)                           | Partido Progressista Brasileiro (PPB)                 | 5.245  | 0,95 | 1º mandato                          |
| 17 | Giovani Antônio Barbosa (Bambuí, 12.12.1963–)                        | Partido Social Democrático (PSD)                      | 4.971  | 0,90 | 2º mandato                          |
| 18 | Djalma Cotinguiba Araújo (Livramento de Nossa Senhora, 22.04.1958–)  | Partido dos Trabalhadores (PT)                        | 4.634  | 0,84 | 2º mandato                          |
| 19 | Hélio Seixo de Brito Júnior, Helinho de Brito (Inhumas, 27.02.1939–) | Partido da Frente Liberal (PFL)                       | 4.136  | 0,75 | 2º mandato                          |
| 20 | Luís César Bueno e Freitas                                           | Partido dos Trabalhadores (PT)                        | 4.023  | 0,73 | 2º mandato                          |
| 21 | Heleandro Ferreira de Sena (Goiânia, 09.04.1976–)                    | Partido Popular Socialista (PPS)                      | 4.014  | 0,73 | 1º mandato                          |
| 22 | Anderson Cruz Freire, Azulzinho (Goiânia, 09.04.1976–)               | Partido Social Trabalhista (PST)                      | 3.993  | 0,72 | 1º mandato                          |
| 23 | Clécio Antônio Alves (Goiânia, 26.04.1961–)                          | Partido Popular Socialista (PPS)                      | 3.897  | 0,71 | 1º mandato                          |
| 24 | Mauro Rubem de Menezes Jonas (Firminópolis, 11.05.1960–)             | Partido dos Trabalhadores (PT)                        | 3.889  | 0,70 | 1º mandato                          |
| 25 | Waldemir Soares da Silva (Goiânia, 11.01.1963–)                      | Partido Social Cristão (PSC)                          | 3.887  | 0,70 | 1º mandato                          |
| 26 | Misael Pereira de Oliveira (Goiânia, 29.01.1961–)                    | Partido Trabalhista Brasileiro (PTB)                  | 3.832  | 0,69 | 2º mandato                          |
| 27 | Jorge Moreira da Silva (Itaberaí, 15.09.1951–)                       | Partido Social Liberal (PSL)                          | 3.411  | 0,62 | 1º mandato                          |
| 28 | Luciano Pedroso Bento (Goiânia, 18.11.1961–)                         | Partido Trabalhista Brasileiro (PTB)                  | 3.319  | 0,60 | 1º mandato                          |
| 29 | Euler Ivo Vieira (Piracanjuba, 09.10.1948–)                          | Partido Democrático Trabalhista (PDT)                 | 3.318  | 0,60 | 2º mandato                          |
| —  | Paulo César de Sousa, Paulinho Graus (Goiânia, 05.02.1971–)          | Partido Progressista Brasileiro (PPB)                 | 2.662  | 0,48 | 1º mandato Ocupou entre 2001 e 2002 |
| 30 | Wilmar Nunes Pinheiro (Natividade, 26.06.1940–)                      | Partido Social Liberal (PSL)                          | 2.617  | 0,47 | 1º mandato                          |
| 31 | Paulo Kruk Filho (Corumbá de Goiás, 16.04.1954–)                     | Partido Trabalhista Nacional (PTN)                    | 2.409  | 0,44 | 1º mandato                          |
| 32 | Edson Vieira da Silva, Automóveis (Buriti Alegre, 22.10.1956–)       | Partido Geral dos Trabalhadores (PGT)                 | 2.349  | 0,43 | 1º mandato                          |
| 33 | Fernando Jorge de Oliveira (Goiânia, 31.01.1967–)                    | Partido Renovador Trabalhista Brasileiro (PRTB)       | 1.899  | 0,34 | 1º mandato                          |

## 13ª Legislatura (1997–2000)
Estes são os vereadores eleitos nas eleições de 3 de outubro de 1996, pelo período de 1° de janeiro de 1997 a 31 de dezembro de 2000:
|    | Nome                                                                | Partido                                            | Votos | %    | Observações |
| -- | ------------------------------------------------------------------- | -------------------------------------------------- | ----- | ---- | ----------- |
| 1  | Francisco Sobrinho de Oliveira (1997-1998) (Morrinhos, 06.05.1962–) | Partido Progressista Brasileiro (PPB)              | 7.854 | 1,77 | 1º mandato  |
| 2  | Euler Ivo Vieira (Piracanjuba, 09.10.1948–)                         | Partido Democrático Trabalhista (PDT)              | 7.662 | 1,73 | 1º mandato  |
| 3  | Helder Valin Barbosa (Goiânia, 04.08.1958–)                         | Partido Social Democrático (PSD)                   | 6.093 | 1,37 | 1º mandato  |
| 4  | Cláudio Olinto Meirelles (Goiânia, 06.11.1960–)                     | Partido Trabalhista Brasileiro (PTB)               | 5.863 | 1,32 | 1º mandato  |
| 5  | Honor Cruvinel de Oliveira (Morrinhos, 30.06.1946–)                 | Partido da Social Democracia Brasileira (PSDB)     | 5.851 | 1,32 | 1º mandato  |
| 6  | Izidio Alves de Souza (Córrego do Ouro, 26.07.1955–)                | Partido Liberal (PL)                               | 5.651 | 1,27 | 1º mandato  |
| 7  | Misael Pereira de Oliveira (Goiânia, 29.01.1961–)                   | Partido Progressista Brasileiro (PPB)              | 5.533 | 1,25 | 1º mandato  |
| 8  | Hélio Seixo de Brito Júnior (Inhumas, 27.02.1939–)                  | Partido da Frente Liberal (PFL)                    | 5.250 | 1,18 | 1º mandato  |
| 9  | Paulo Cézar Martins (Quirinópolis, 27.09.1962–)                     | Partido do Movimento Democrático Brasileiro (PMDB) | 4.890 | 1,10 | 1º mandato  |
| 10 | Fábio Tokarski (Goiânia, 01.06.1975–)                               | Partido Comunista do Brasil (PCdoB)                | 4.802 | 1,08 | 1º mandato  |
| 11 | Iram de Almeida Saraiva Júnior (Goiânia, 13.04.1975–)               | Partido do Movimento Democrático Brasileiro (PMDB) | 4.537 | 1,02 | 1º mandato  |
| 12 | Giovani Antônio Barbosa (Bambuí, 12.12.1963–)                       | Partido Social Democrático (PSD)                   | 4.506 | 1,01 | 1º mandato  |
| 13 | Djalma Cotinguiba Araújo (Livramento de Nossa Senhora, 22.04.1958–) | Partido dos Trabalhadores (PT)                     | 4.489 | 1,01 | 1º mandato  |
| 14 | Milton José das Mercez (Tiros, 03.11.1952–)                         | Partido da Social Democracia Brasileira (PSDB)     | 4.457 | 1,00 | 1º mandato  |
| 15 | Maria Roselene Deusdara Cruvinel (São Raimundo Nonato, 07.08.1948–) | Partido do Movimento Democrático Brasileiro (PMDB) | 4.301 | 0,97 | 1º mandato  |
| 16 | Anselmo Pereira da Silva Sobrinho (São Luís, 21.08.1954–)           | Partido do Movimento Democrático Brasileiro (PMDB) | 4.235 | 0,95 | 4º mandato  |
| 17 | Alfredo da Rocha Araújo Filho (Crixás, 10.05.1960–)                 | Partido da Social Democracia Brasileira (PSDB)     | 4.230 | 0,95 | 1º mandato  |
| 18 | Ozeas Porto Silva (Goiânia, 08.12.1946–)                            | Partido dos Trabalhadores (PT)                     | 4.039 | 0,91 | 1º mandato  |
| 19 | Daniel Messac de Morais                                             | Partido Social Democrático (PSD)                   | 4.019 | 0,90 | 1º mandato  |
| 20 | Júlio César Rodrigues de Lemos (Goiânia, 05.06.1955–)               | Partido Social Democrático (PSD)                   | 3.894 | 0,88 | 1º mandato  |
| 21 | Mozart Morais Almeida (Itumbiara, 19.10.1954–)                      | Partido do Movimento Democrático Brasileiro (PMDB) | 3.889 | 0,88 | 1º mandato  |
| 22 | Luís César Bueno e Freitas (Goiânia, 11.08.1960–)                   | Partido dos Trabalhadores (PT)                     | 3.736 | 0,84 | 1º mandato  |
| 23 | Pedro da Costa Freire (Crixás, 10.05.1960–)                         | Partido da Social Democracia Brasileira (PSDB)     | 3.618 | 0,81 | 1º mandato  |
| 24 | Sussumo Taia (Nerópolis, 25.05.1949–)                               | Partido Social Democrático (PSD)                   | 3.572 | 0,80 | 1º mandato  |
| 25 | Ageu Cavalcante Lemos (Corrente, 11.01.1942–)                       | Partido da Social Democracia Brasileira (PSDB)     | 3.560 | 0,80 | 1º mandato  |
| 26 | Saulo Furtado (Goiânia, 26.04.1958–)                                | Partido Progressista Brasileiro (PPB)              | 3.433 | 0,77 | 1º mandato  |
| 27 | Antônio Carlos Ramos (Goiânia, 28.01.1963–)                         | Partido Liberal (PL)                               | 3.347 | 0,75 | 1º mandato  |
| 28 | Palmeron Rodrigues de Sousa (Goiânia, 14.04.1984–)                  | Partido Trabalhista Brasileiro (PTB)               | 3.057 | 0,69 | 1º mandato  |
| 29 | Marcelo Sampaio Martins (1999-2000) (Araguaína, 14.10.1968–)        | Partido Liberal (PL)                               | 2.892 | 0,65 | 1º mandato  |
| 30 | Olívia Vieira da Silva (Orizona, 17.02.1951–)                       | Partido Comunista do Brasil (PCdoB)                | 2.874 | 0,65 | 1º mandato  |
| 31 | Daniel Antônio de Oliveira (Arapuá, 03.11.1952–)                    | Partido Social Trabalhista (PST)                   | 2.233 | 0,50 | 1º mandato  |
| 32 | Ariacy de Alencar (Bodocó, 15.12.1939–)                             | Partido Social Trabalhista (PST)                   | 2.193 | 0,49 | 1º mandato  |
| 33 | Jair Emmanoel Bastos Sobrinho (Goiânia, 23.03.1965–)                | Partido Social Cristão (PSC)                       | 1.522 | 0,34 | 1º mandato  |

## Legenda
| cor  | significado          |
| Bege | Presidente da Câmara |
| Azul | Suplente             |